# Fiat 127
Fiat 127 är en personbil, tillverkad av den italienska biltillverkaren Fiat mellan 1971 och 1987.
Fiat 127 presenterades i april 1971. Den delade det mesta av tekniken med den större 128-modellen. 127:an valdes till Årets bil 1972. Bilen tillverkades först som sedan, men efter ett år tillkom en halvkombi-version med större baklucka. 1978 uppdaterades bilen med modifierat yttre och fler motoralternativ. 1983, sista året i Sverige, var det dags för ännu en uppdatering och femväxlad låda.
127:an var Europas bäst säljande bil under flera år på sjuttiotalet och Fiat byggde 3 779 086 exemplar i Italien fram till 1987. Även i Sverige sålde den bra och låg bland de 10 mest sålda bilarna när den sålde som mest. Sista året i Sverige var 1983 då den ersatts av Panda och Uno.
Bilen tillverkades i Spanien som SEAT 127. Efter uppdateringen 1981 döptes den om till SEAT Fura. SEAT utvecklade en femdörrarsvariant, som senare byggdes även i Italien.
Från 1974 byggdes bilen i Brasilien som Fiat 147. Där tillverkades även sedan-varianten Fiat Oggi med utbyggt bagageutrymme och kombin Fiat Panorama. Den senare såldes av Fiat i Europa. Brasilianska Fiat utvecklade den modernare motorn med överliggande kamaxel, som 1978 introducerades i de svenska bilarna.
Under sin glansperiod var både Fiat 128 och 127 bland de tio mest sålda bilarna i Sverige. Byggkvalitén och rostskyddet var inte marknadens bästa men inte heller direkt dålig, men 127 och 128 betraktades som en billig "slit och slängprodukt" av sina ägare och sköttes därefter. De är inte direkt ovanliga idag, men i procent av sålda exemplar återstår inte många.

## Versioner
| Modell  | Årsmodell | Motor               | Cylindervolym | Effekt | Bränslesystem                  |
| ------- | --------- | ------------------- | ------------- | ------ | ------------------------------ |
| Special | 1971-87   | 4-cyl radmotor ohv  | 903 cm³       | 47 hk  | Enkel förgasare                |
| Super   | 1977-87   | 4-cyl radmotor SOHC | 1049 cm³      | 48 hk  | Enkel förgasare                |
| Sport   | 1977-80   | 4-cyl radmotor SOHC | 1049 cm³      | 70 hk  | Enkel förgasare (ej i Sverige) |
| Diesel  | 1977-87   | 4-cyl radmotor SOHC | 1301 cm³      | 45 hk  | Dieselmotor (ej i Sverige)     |
| Sport   | 1981-87   | 4-cyl radmotor SOHC | 1301 cm³      | 75 hk  | Enkel förgasare (ej i Sverige) |

## Övrigt
I filmen Göta kanal är det en scen där en båt kör över en bil av denna modell.